# 班菲城堡

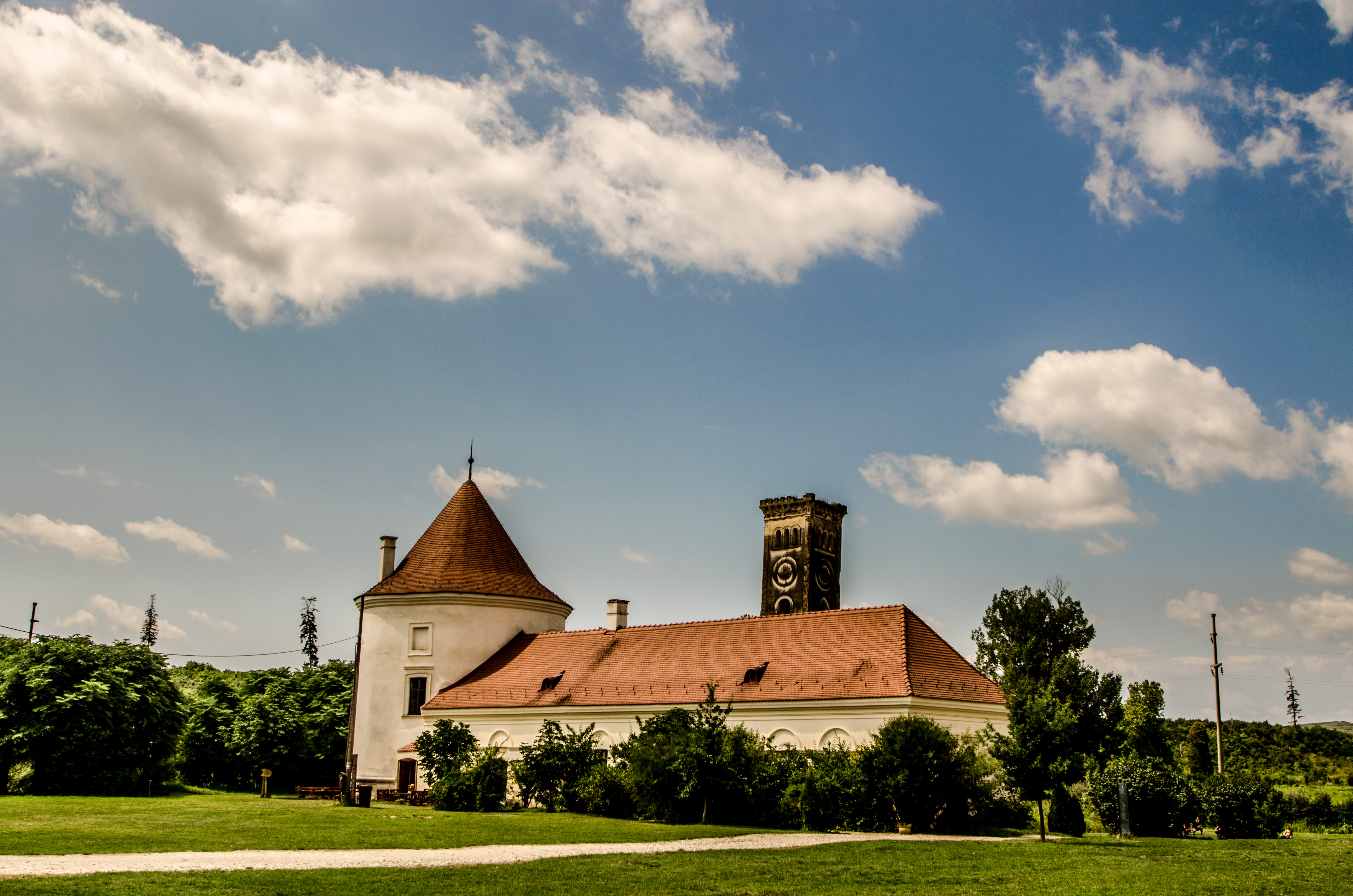

邦齐达的班菲城堡（羅馬尼亞語：Castelul Bánffy de la Bonțida）是位於羅馬尼亞西北部特蘭西瓦尼亞地區克卢日县邦齐达村的一座城堡，由班菲家族所有。班菲城堡在14世紀時就已經存在。